# Ampedus cardinalis
Ampedus cardinalis es una especie de escarabajo del género Ampedus, familia Elateridae. Fue descrita científicamente por Schiödte en 1865.
Esta especie se encuentra en Albania, Austria, Bélgica, Bosnia y Herzegovina, Croacia, República Checa, Dinamarca, Francia, Alemania, Gran Bretaña, Grecia, Hungría, Italia, Letonia, Noruega, Polonia, Rusia (territorio del sur de Europa), Eslovaquia, España, Suecia, Ucrania, Montenegro, Suiza y Turquía. 